# 田湾乡 (盐源县)
田湾乡，是中华人民共和国四川省凉山彝族自治州盐源县下辖的一个乡镇级行政单位。

## 行政区划
田湾乡下辖以下地区：
沿江村、吉隆村、蘑菇村和德壁村。